# SMS S 134
S 134 – niemiecki niszczyciel z okresu I wojny światowej. Czwarta jednostka typu S 131. Okręt wyposażony w trzy kotły parowe opalane ropą. Zapas paliwa 305 ton. Po wojnie przekazany Francji w ramach reparacji wojennych. Wcielony do Marine nationale pod nazwą Vesco. Złomowany w 1935 roku.